# Ендрика
Ендрика — река в России, протекает по Пудожскому району Карелии и Плесецкому району Архангельской области.
Исток — Ендриозеро в Пудожском районе. Протекает через болото Ендримох, принимает правый приток — Варгаручей, после чего протекает по Плесецкому району, где принимает правый приток — Койкручей, после чего вновь пересекает границу районов.
Впадает в озеро Кумбасозеро, из которого вытекает Кумбаса. Длина реки составляет 18 км, площадь водосборного бассейна — 235 км².
В 1,2 км от устья, по левому берегу реки впадает река Матсара (с притоком — Палручьём).

## Данные водного реестра
По данным государственного водного реестра России относится к Балтийскому бассейновому округу, водохозяйственный участок реки — Водла, речной подбассейн реки — Свирь (включая реки бассейна Онежского озера). Относится к речному бассейну реки Нева (включая бассейны рек Онежского и Ладожского озера).
Код объекта в государственном водном реестре — 01040100412102000016623.